# Nanotechnologie pro čištění vody
Na trhu existuje mnoho čističů vody, které používají různé techniky, jako je vaření, filtrace, destilace, chlorace, sedimentace a oxidace . V současné době hraje nanotechnologie zásadní roli v technikách čištění vody. Nanotechnologie je proces manipulace atomů na nanoměřítku. V nanotechnologii se používají nanomembrány za účelem změkčení vody a odstranění nečistot, jako jsou fyzikální, biologické a chemické nečistoty. V nanotechnologii existuje celá řada technik, které využívají nanočástice k zajištění bezpečné pitné vody s vysokou účinností purifikace. Některé techniky byly dokonce komercializovány. 
Pro lepší čištění nebo úpravu vody je výhodnější nanotechnologie. V procesech úpravy vody se používá mnoho různých typů nanomateriálů nebo nanočástic. Nanotechnologie je užitečná z hlediska sanace, odsolování, filtrace, čištění a čištění vody. 
Hlavní důvody, díky kterým jsou nanočástice účinnější pro úpravu vody než klasické techniky, jsou: 
- větší plocha
- malý objem
- čím vyšší je povrchová plocha a objem, tím jsou částice silnější, stabilnější a odolnější
- materiály mohou v nanoměřítku změnit elektrické, optické, fyzikální, chemické nebo biologické vlastnosti
- usnadňují chemické a biologické reakce

Mezi současné komerční čističky vody využívající nanotechnologie patří láhev LifeSaver, Lifesaver Jerrycan, Lifesaver Cube, Nanoceram a NanoH2O. 

## Systém čištění vody na bázi nanocelulózy
Obnovitelný materiál na bázi nanocelulózy je kombinací vysoké povrchové plochy s vysokou pevností materiálu. Je chemicky inertní a má hydrofilní povrch. Tyto vlastnosti z něj činí nejslibnější materiál pro purifikaci vody od biologických a chemických nečistot. Různé typy nanocelulózových materiálů dostupných pro systém čištění vody zahrnují nanokrystaly celulózy (CNC) a nanovlákna celulózy (CNF). Jedná se o tyčovité nanomateriály, jejichž velikost se pohybuje od 100 do 2000  nm s průměrem 2 až 20  nm. Tyto délky a průměr závisí na způsobu přípravy. Tyto nanocelulózové materiály se používají k odstraňování organických znečišťujících látek ve vodě, jako jsou stopy barviv, olejů a pesticidů přítomné ve vodě. V současné době se vyrábí membrána vyrobena biologickou cestou používající nanocelulózu, která se používá k odstranění iontů, jako jsou Cu2+ Fe2+, sírany a fluoridy, a také organických sloučenin. Tento nanocelulózový filtr na biologické bázi je oproti konvenčním filtrům výhodnější. Nanocelulóza se připravuje různými způsoby, jako je hydrolýza kyselinou sírovou a metoda mechanického mletí. Systém čištění vody je založen hlavně na principu absorpce. Pro absorpci aniontových druhů kovů jsou nanocelulózové materiály funkcionalizovány pozitivní nabitou kationtovou skupinou. Podobně je pro absorpci kationtových kovů kovový materiál nanocelulózy funkcionalizován záporně nabitou aniontovou skupinou. Současný výzkum je založen na syntéze hybridního nanocelulózového materiálu v kombinaci s několika dalšími nanomateriály pro zlepšení adsorpční kapacity.

## Grafenem potažený nanofiltr
Grafen je chemicky inertní, mechanicky odolný a nepropustný pro plyny a kapaliny. Uhlík tedy hraje hlavní roli při výrobě nanomateriálů s porézní povahou. Grafenové membrány, které jsou tvořeny molekulami oxidu grafenu  nebo chemicky přeměněným grafenem mají schopnost účinně oddělit molekuly v plynu nebo v kapalně. O nanomembránech potažených grafenem je známo, že jsou díky svým jedinečným vlastnostem více použitelné při úpravě vody. Grafenové membrány se získávají vakuovou filtrací nebo potahováním roztoku oxidy grafenu ve vrstvách. Grafenem potažená nanofiltrační membrána vykazuje vyšší rozsah toku vody. Grafen zalitý uhlíkovými nanotrubicemi, které slouží jako nanofiltry, je lepší pro odvádění barviva ve vodních odpadních vodách, odstraňování solných iontů a taktéž působí jako činidlo proti znečištění..Nanofiltrační membrány potažené grafenovým oxidem pomáhají při dechloraci vody. Kromě toho je ultratenký nanofiltr potažený grafenem nejúčinnějším filtrem, který by mohl být komerčně použit pro čištění vody. Nanofiltry jsou účinnější pro odsolování vody díky své mechanické pevnosti a fyzikálně-chemickým vlastnostem membrány. 

## Elektrochemický filtr z nanotrubiček
Uhlíkové nanotrubice si získaly velkou pozornost pro své použití při čištění odpadní vody. Díky mechanickým, elektrickým a chemickým vlastnostem uhlíkových nanotrubiček jsou velmi atraktivní pro výzkum již od roku 1990. Uhlíkové nanotrubičky se v kombinaci s elektrochemií  ukázala jako nejlepší metoda čištění vody a odpadních vod.  Elektrochemické uhlíkové nanotrubice byly tedy vyvinuty díky pokročilým výzkumům v nanotechnologiích a elektrochemii.Využívá se zde elektrochemická aktivita uhlíkových nanotrubic. Úplně první elektrochemické CNT byly vyvinuty společností PJBritto etal a výsledky byly poprvé uznány v roce 1996. Elektrochemický filtr obsahuje elektrody a CNT v systematickém uspořádání tak, že elektrody mohou přitahovat nečistoty, které ucpávají CNT, což má za následek vysokou účinnost filtrace a prodloužení životnosti CNT v procesu. Elektrochemické uhlíkové nanotrubičky lze snadno použít k odstranění barviv na bázi aminoskupin z odpadních vod. Tyto elektrochemické CNT lze obvykle použít pro filtraci a recyklaci odpadních vod. V současné době existuje mnoho neohlášených vylepšení v elektrochemických senzorech na bázi CNT, ty velmi zkoumány, aby mohly být použity v biomedicínských systémech.  